# Первое интервью Павла Дурова Такеру Карлсону
Интервью российского предпринимателя Павла Дурова американскому политическому обозревателю и журналисту Такеру Карлсону состоялось в апреле 2024 года. Премьера состоялась 17 июня 2024 года во всех официальных источниках Такера Карлсона, его потоковом сервисе Tucker Carlson Network и частично в его Telegram-канале. Оно стало вторым интервью для Павла Дурова за 2024 год и крупным в видеоформате за последние 8 лет.
На 31 августа 2024 года интервью на YouTube-канале Такера Карлсона собрало порядка 3,8 млн просмотров, 163 тыс. лайков и 20 тыс. комментариев.

## Предыстория

### Интервью Павла Дурова изданию Financial Times
11 марта 2024 года Павел Дуров дал первое за 7 лет интервью журналистам из Financial Times. В нём он рассказал об успехах мессенджера Telegram; об оценке стоимости мессенджера и его возможном переходе на IPO. С началом полномасштабного вторжения России на Украину 24 февраля 2022 года охват мессенджера увеличился почти вдвое, зарегистрировав на себя с 2021 года по 2024 года новых 400 млн пользователей. Также многие инвесторы оценили корпорацию в размере 30 миллиардов долларов США в случае, если Telegram попадёт в список бирж.

### Анонсирование интервью Такеру Карлсону Павлом Дуровым
Спустя 2 месяца после съёмок интервью, 16 апреля 2024 года Павел Дуров в своём Telegram-канале открыто заявил, что он стал новым гостем интервью у Такера Карлсона. Как сообщил сам Дуров, интервью должно выйти «совсем скоро» в созданном Telegram-канале потокового сервиса Tucker Carlson Network. Решил он это сделать побуждениям, что он «как лидер политически нейтральной платформы, обязан общаться с журналистами, представляющими разные политические взгляды», назвав Карлсона «известным консерватором», отметив, что в этот же день общался с неким «журналистом либеральных взглядов».
Как лидер политически нейтральной платформы, я обязан общаться с журналистами, представляющими разные политические взгляды. В феврале я дал 3-часовое интервью журналисту либеральных взглядов.
В тот же день я разговаривал с Такером Карлсоном, известным консерватором. Таким образом, я смогу оставаться честным по отношению ко всей аудитории и рассказать всем историю Telegram.
Интервью с Такером выйдет совсем скоро. Он будет в видеоформате, что для меня большая редкость — так что обязательно посмотрите.

## Премьера
Интервью было опубликовано в социальных сетях Такера Карлсона и его потокового сервиса Tucker Carlson Network следующим днём, после анонса Павлом Дуровым, 17 апреля 2024 года. Общий хронометраж интервью составил 58 минут 48 секунд, несмотря на то, что изначально оно должно было длиться более 3 часов. Интервью состоялось в штаб-квартире корпорации Telegram, расположенной в Дубае (ОАЭ).
Интервью началось с необъяснимого для многих момента, как Павел Дуров с 4-летнего возраста научился сравнивать систему свободного рынка между СССР и Италией, когда его семья переехала в Турин. Как заявил Дуров, ему позже понравилась капиталистическая система.

## Содержание

### Открытие «ВКонтакте», протесты оппозиции в России 2011—2013 годов и первые проблемы с российской властью
После распада СССР семья Дуровых вернулись из Италии в Россию. В начале 1990-х годов Павел и его брат Николай начали заниматься учениями по программированию, когда оба были студентами, и, имея некоторые базовые знания, они делали на заказ веб-сайты своим друзьям и знакомым, после чего в один момент Павел основал сайт, который прозвали «русским Facebook». Однако само название Павлу и Николаю не понравилось, поскольку они делали веб-сайт, который в некоторых моментах превосходил Facebook. Таким образом веб-сайт был назван «ВКонтакте», открыв его, когда Павлу было всего 21 год.
Когда уже сформированная социальная сеть ВКонтакте начала становиться популярной, получив до 100 миллионов активных пользователей, у Дурова тогда и начались первые проблемы в России. Павел всегда верил, что не только в Италии, но и в России существует «свободный рынок». Однако после того, как российская оппозиция тогда под руководством бывшего его лидера Бориса Немцова, начала использовать ВКонтакте как площадкой для организации протестов в России, то власти России начав следить за всей деятельностью Павла Дурова, запросив у его социальной сети бороться с оппозицией, введя цензуру, на что Дуров ответил отказом, заявив, что «ВКонтакте — это большая социальная сеть, где большие публичные сообщества, к которым каждый может присоединиться, каждый может читать то, что люди обсуждают, что публикуют администраторы. Они могут оставлять комментарии, делиться этим. Так что это было организационным инструментом для протестующих. И дело было не в том, что мы занимаем одну или другую сторону в политической борьбе. Мы защищали свободу речи и свободу собраний, и были уверены в правоте этого».

### Евромайдан 2013—2014 годов, уголовные преследования в России и эмиграция
Спустя несколько лет после протестов в России 2011—2013 годах, в Украине оппозиция устроила массовую протестную акцию в центре Киева 21 ноября 2013 года, в ходе которого многие из её участников начали пользоваться ВКонтакте как инструментом для выступления против российской пропаганды и отстранения от власти пророссийского президента Украины Виктора Януковича, власти в России вновь начали преследовать Дурова. На этот раз они не только снова потребовали от Дурова ввести цензуру, но и предоставить ФСБ все данные об участниках Евромайдана. Дуров во второй раз ответил отказом, передав ФСБ, что это лишь действия со стороны другой страны. Реакция от ФСБ стала негативной, из-за чего Дурову пришлось либо подчиняться системе, либо покинуть страну. Дуров по итогу выбрал последний вариант.

### Полное отсутствие маркетинга «Telegram»
После услышанной истории Павла Дурова о последних событиях с ним в России в период 2011—2014 годов, Такер Карлсон, перебив его слова, заявив, что «это немного странно», поскольку общественность неоднократно заявляла, что часть мессенджера Telegram принадлежало российскому государству, а не наоборот, на что Дуров ответил: «Люди, у которых есть ограниченное понимание, откуда пришёл Telegram, могут делать такие заявления. Возможно, их поощряют наши конкуренты, которые видят в этом простой способ нас дискредитировать, потому что Telegram распространяется как лесной пожар: 2,5 миллиона пользователей регистрируются каждый день. И мы представляем своего рода угрозу. Поэтому я не удивлён такому восприятию. Наши конкуренты тратят десятки миллиардов на маркетинг и известны тем, что используют PR-фирмы для проведения подобных кампаний».
Такер Карлсон акцентировал своё внимание на вложение Дурова в рекламу мессенджера, на что он ответил, что за всю историю существования Telegram в его продвижении не было вложено ни доллара.
Мы никогда ничего не тратили на привлечение пользователей в маркетинговых целях. Мы никогда не продвигали Telegram на других социальных платформах. В этом большое отличие от прочих приложений. Вы могли наблюдать, как они продвигаются и здесь, и там. Telegram действует иначе. Весь наш рост происходит органично. Мы привлекли почти 900 миллионов пользователей, ничего не тратя на рекламу.Павел Дуров

### Продажа «ВКонтакте»: болезненное расставание
Дуров признался, что решение о продаже «ВКонтакте» корпорации Mail.Ru Group с последующей эмиграцией из России далось ему нелегко, поскольку платформа была его «детищем», в которое он вложил много сил и времени. Однако он подчеркнул, что свобода для него важнее богатства или комфорта, и именно стремление к независимости стало причиной его ухода..
Это было немного болезненно, потому что "ВКонтакте" был моим детищем. В него вложено много творчества, времени и усилий. Но я предпочёл свободу — не хотел подчиняться чьим-либо приказам.Павел Дуров
Он пояснил, что никогда не ставил целью обогащение, а стремился создавать инструменты для свободного общения. Эта идея позже легла в основу Telegram.

### Создание Telegram: ответ на давление властей
Идея мессенджера возникла после визита силовиков к Дурову в 2011 году. Отказавшись блокировать оппозиционные сообщества во «ВКонтакте», он столкнулся с угрозами и понял, что существующие мессенджеры недостаточно защищены..
Я хотел безопасно связаться с братом, но все каналы были уязвимы. Тогда мы решили создать свой мессенджер с надёжным шифрованиемПавел Дуров
Николай Дуров разработал протокол MTProto, который до сих пор обеспечивает безопасность Telegram.

### После эмиграции из России
После того, как Павел Дуров покинул Россию, он начал путешествовать по миру. Пытаясь найти идеальное место для основания штаб-квартиры Telegram прибыл сначала в Германию, а потом в Великобританию, и в Сингапур. Такер Карлсон задал вопрос, почему он не выбрал среди этих трёх стран для основания штаб-квартиры. Дуров ответил, что были проблемы с бюрократией.
В Европе нас ждали абсурдные правила. Например, чтобы нанять гениального инженера из Армении, я полгода должен был искать немца, которого не существует.Павел Дуров

### Нападение в Сан-Франциско и интерес ФБР к Павлу Дурову
Во время визита в США Дуров посетил офис Twitter (ныне X), где встретился с Джеком Дорси. Возвращаясь в отель вечером, он подвергся нападению: трое неизвестных попытались отобрать у него телефон. Дуров оказал сопротивление, сумел сохранить устройство и скрыться. Этот инцидент, а также повышенное внимание со стороны ФБР укрепили его недоверие к американским властям. После нападения он столкнулся с беспрецедентным вниманием со стороны ФБР, приведя конкретный пример, когда сотрудники американских спецслужб пытались переманить одного из его инженеров, что окончательно убедило его в невозможности базирования Telegram в США.

### Переезд в Дубай: почему ОАЭ?
В итоге Дуров выбрал Дубай (ОАЭ) в качестве новой базы для Telegram. По его словам, эта страна предлагает благоприятные условия для бизнеса: простые правила найма иностранных специалистов, низкие налоги, развитая инфраструктура и отсутствие политического давления.
Во-первых, здесь очень легко вести бизнес. Например, вы можете нанимать людей из любой точки мира, если платите им хорошую зарплату. Вид на жительство выдается автоматически. Во-вторых, это очень эффективно с точки зрения налогообложения. В-третьих, отличная инфраструктура. За минимальную сумму налогов, которые вы платите, вы получаете многое: дороги, аэропорты, отели и всё остальное. Думаю, вы сами были тому свидетелем.Павел Дуров
Дуров подчеркнул, что за семь лет работы в ОАЭ Telegram ни разу не сталкивался с требованиями цензуры со стороны местных властей, что делает эту юрисдикцию идеальной для нейтральной платформы. Он также отметил геополитическую нейтральность ОАЭ как важный фактор, позволяющий Telegram сохранять независимость.

### Преследование со стороны американских властей
После событий 6 января 2021 года Telegram получил запрос от американских конгрессменов с требованием предоставить данные о пользователях, участвовавших в акциях протеста. Дуров проконсультировался с юристами и проигнорировал запрос, но вскоре получил ещё одно письмо — на этот раз от республиканцев, которые предупредили, что передача данных нарушит Конституцию США. Этот эпизод, по словам Дурова, наглядно показал сложность положения технологических компаний в условиях политической поляризации и окончательно убедил его в правильности стратегии невмешательства во внутренние политические конфликты. 

### Давление со стороны Apple и Google: главная угроза свободе слова
В интервью Дуров высказал неожиданный для многих тезис: главную угрозу свободе слова в интернете представляют не правительства, а крупные технологические корпорации, контролирующие платформы распространения приложений. Он подробно описал механизмы давления, которые Apple и Google могут оказывать на разработчиков через свои магазины приложений.
Когда речь заходит о свободе слова, эти две платформы могут подвергать цензуре все, что вы можете прочитать, доступ к чему есть на вашем смартфоне. Они очень ясно дают понять, что если мы не выполним их рекомендации, как они это называют, Telegram может быть удален из магазинов. Поэтому не думаю, что ситуация обязательно ухудшится.Павел Дуров
Особое внимание было уделено проблеме субъективной интерпретации правил содержания. Дуров привел конкретные примеры, когда Telegram был вынужден удалять контент, несмотря на несогласие с трактовкой правил Apple и Google, так как альтернативой было полное удаление приложения из магазинов.

### Философия нейтралитета: как Telegram балансирует между сторонами
Один из наиболее концептуальных моментов интервью — объяснение Дуровым философии нейтралитета Telegram. Он подробно остановился на том, как платформа работает в условиях политических конфликтов, приводя примеры из Беларуси, Гонконга и других «горячих точек». Дуров подчеркнул, что Telegram сознательно избегает поддержки какой-либо одной стороны, предоставляя одинаковые возможности всем пользователям независимо от их политических взглядов. По его мнению, именно такой подход способствует здоровой конкуренции идей и в конечном итоге — социальному прогрессу.

### Бизнес-модель и структура управления: нестандартный подход
Несмотря на глобальный масштаб проекта, команда Telegram остаётся небольшой — около 30 инженеров, отобранных через конкурсы на платформе «contest.com». Дуров лично участвует в разработке новых функций, считая такой подход более эффективным. Компания также сознательно избегает традиционных структур с многоуровневым менеджментом..

## Реакция

### Россия
Пресс-секретарь президента России Дмитрий Песков заявил, что Кремль будет надеяться на то, что мессенджер Telegram не сможет стать альтернативной площадкой для организации террористических актов. Также Песков добавил, что Россия неоднократно рекомендовала закрыть доступ к Telegram террористам.